# Ingrid Bisa
Pour les articles homonymes, voir Bisa.
Ingrid Bisa, née le 10 janvier 1978 à Asolo (Italie), est une avocate et femme politique italienne.

## Biographie
Ingrid Bisa naît le 10 janvier 1978 à Asolo, dans la province de Trévise.
En 2018, elle se présente aux élections législatives dans la circonscription Vénétie 1 avec la coalition Ligue-Forza Italia-Frères d'Italie. Elle est élue députée de la XVIIIe législature. Elle est réélue le 25 septembre 2022 avec 54,98 % des voix.